# Miejsce święte

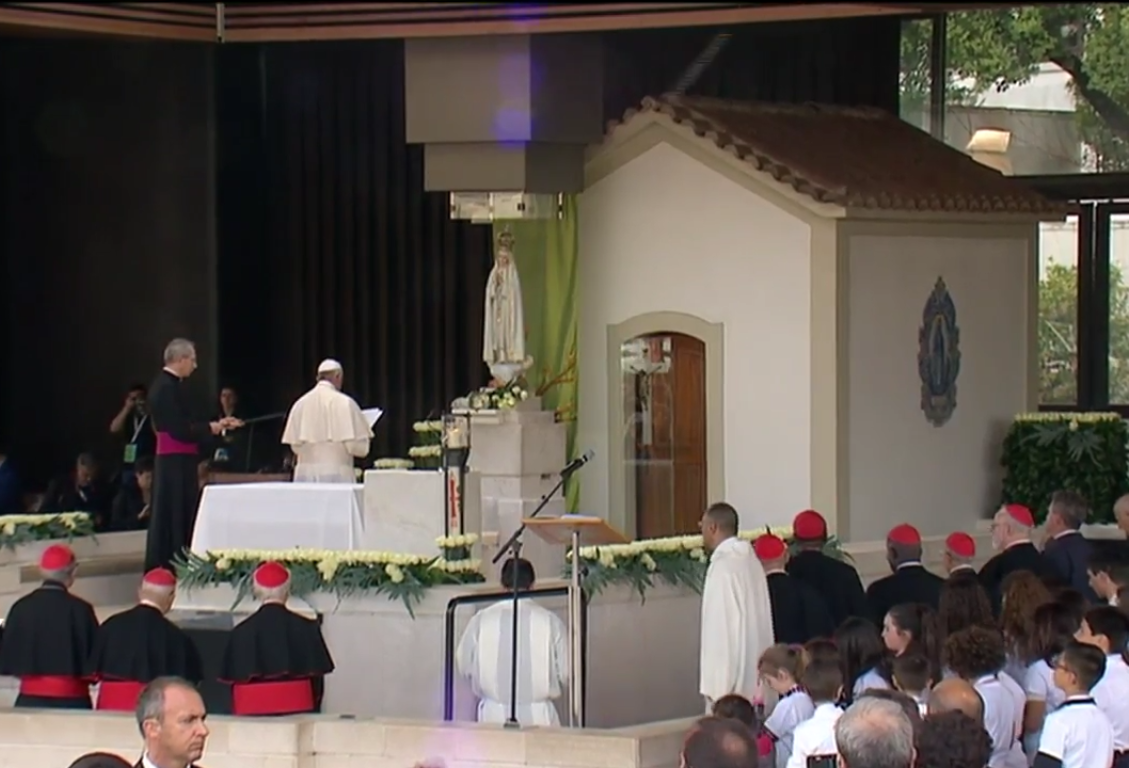
Miejsce święte (Kaplica Objawień)

Miejsce święte – miejsce uznawane przez wyznawców danej religii za święte, uświęcone obecnością istoty boskiej lub świętego, albo z innego powodu uznane za takie. Miejsca święte bywają celem pielgrzymek.
Modlitwa czy inne praktyki religijne dokonane w takim miejscu uznawane są przez wiernych za szczególnie doniosłe.

## Pojęcie
Według Louisa Bouera miejsce święte, sakralne należy do sfery określanej jako sacrum – nad którą człowiek nie ma kontroli. Sfery, która swą skalą i jakością, wartością przewyższa go. Sfera ta zasadniczo należy do Boga, nosi Jego znamię, które jest zarówno źródłem lęku, jak i podziwu. Uczony zwrócił uwagę na nowożytną dość popularną iluzję. Człowiek współcześnie zakłada, że rzeczywistość była od początku profanum, czymś świeckim, oddalonym od Boga. Dlatego, aby mieć coś świętego, trzeba wziąć to, co jest nieświęte i je konsekrować. Prawda historyczna ukazuje coś odwrotnego. Jak zauważył również Mircea Eliade, u początku ludzkich doświadczeń cała rzeczywistość była uważana za świętą. To profanum powstało poprzez zbezczeszczenie sacrum. Świat był w pierwotnym doświadczeniu religijnym postrzegany przez człowieka w aspekcie całości, jako jakościowo niepowtarzalny, święty. Później, kiedy doszło do spontanicznego samookreślenia człowieka, jego względnej autonomii, ludzie zaczęli wyznaczać ograniczony obszar w tej świętej rzeczywistości jako swój własny. I wyłączyli z niego Boga. Im mocniej człowiek osadza się w świecie jak we własnym domu, tym bardziej rozszerza się ten obszar profanum.

## Kościół katolicki
Katechizm Kościoła Katolickiego w n. 1179, odpowiadając na pytanie „Gdzie celebrować liturgię?” podkreśla, że dla chrześcijan cały świat został uświęcony przez Misterium paschalne Chrystusa. Stąd kult chrześcijański nie musi odbywać się wyłącznie w jakichś specjalnie przeznaczonych do tego miejscach. Ponadto, według Katechizmu, świątynią Nowego Przymierza, a więc podstawowym miejscem świętym chrześcijaństwa jest duchowa świątynia czyli każda prawdziwa wspólnota kościelna:

Cała ziemia jest święta i powierzona ludziom. Gdy wierni gromadzą się w jakimś miejscu, są "żywymi kamieniami", zebranymi w celu "budowania duchowej świątyni" (1 P 2, 4-5). Ciało Chrystusa Zmartwychwstałego jest duchową świątynią, z której tryska źródło wody żywej. Wszczepieni w Chrystusa przez Ducha Świętego, "jesteśmy świątynią Boga żywego" (2 Kor 6, 16)(KKK 1179).

Według Katechizmu budynki kościelne są znakiem wspólnoty Kościoła, wiernych, biskupa i jego prezbiterów, mieszkających w danym miejscu. Mają więc specjalny sakralny charakter (por. KKK 1180).
W Kościele katolickim za miejsca święte uznane są miejsca przeznaczone do sprawowania kultu lub do pochówku, dlatego miejscami świętymi są wszystkie:
- kościoły
- kaplice
- sanktuaria
- ołtarze
- cmentarze

Kodeks Prawa Kanonicznego w kan. 1205 podaje następującą definicję miejsca świętego:

Miejscami świętymi są te, które przez poświęcenie lub błogosławieństwo, dokonane według przepisów ksiąg liturgicznych, przeznacza się do kultu Bożego lub na grzebanie wiernych (KPK 1205).

O przeznaczeniu miejsca do sprawowania kultu decyduje w podległej mu diecezji biskup diecezjalny, który zaznacza świętość miejsca przez stosowne poświęcenie lub błogosławieństwo. Do biskupa należy również cofnięcie znaczenia miejscu świętemu, jeżeli miejsce to zostało zniszczone lub przeznaczone jest do sekularyzacji bądź faktycznie, wbrew woli biskupa, zostało przeznaczone na użytek świecki.
W miejscach świętych wolno sprawować jedynie czynności związane z kultem, jednak biskup może wyrazić tymczasową zgodę na zastosowanie ich do innych celów, ale pod warunkiem, że cele te zachowują powagę i znaczenie miejsca.
Jeżeli miejsce święte zostanie sprofanowane lub będą w nim miały miejsce działania gorszące wyznawców, wówczas decyzją biskupa zostaje w takim miejscu zawieszona możliwość sprawowania kultu do czasu wyznaczonego zadośćuczynienia i pokuty.